# 帕斯卡尔·迪翁
帕斯卡尔·迪翁（法語：Pascal Dion，1994年8月8日—），加拿大短道速滑運動員，他代表加拿大隊參加了中國舉行的2022年冬季奧林匹克運動會，並且在男子5000米接力比賽上獲得金牌。